# Uneto
Uneto es la primera moneda de vellón catalana de que tenemos noticia fija del año de su creación. Alonso o Alfonso II fue el autor de esta moneda barcelonesa.
En el año 1180 empezó a labrarse y duró mucho tiempo sin que pueda asegurarse con certeza el tiempo de su duración, ni la ley, tipo, peso y leyendas de ella.
De una escritura auténtica que poseía Guillermo de la Riera que habitaba en la calle de la Boqueria de la ciudad de Barcelona (según atestigua Vallseca) consta que en el año 1187 el marco de la plata valía cuarenta y cuatro sueldos: valor igual al del marco de la moneda de duplo. La inconstancia que tenía en aquella época el valor del marco que en unos meses subía y en otros bajaba, no permite asegurar con certeza su equivalencia con la moneda corriente y solo puede sospecharse que en la circunferencia tendría el nombre del rey que mandó batirla y por blasón la cruz, róeles y arandelas que era el principal tipo que entonces esculpían.